# Lispocephala pallida
Lispocephala pallida är en tvåvingeart som beskrevs av Malloch 1928. Lispocephala pallida ingår i släktet Lispocephala och familjen husflugor. Inga underarter finns listade i Catalogue of Life.